# Forte do rio Toheré
O Forte do rio Toheré, também referido simplesmente como Fortim do Toheré, localizava-se na confluência do rio Toheré com o rio Xingu, afluente da margem direita do rio Amazonas, no interior do estado do Pará, no Brasil.

## História
SOUSA (1885) relaciona esta estrutura entre as fortificações portuguesas existentes na boca do rio Amazonas em fins do século XVII (op. cit., p. 34).
GARRIDO (1940) atribui este forte a Francisco da Mota Falcão, que o teria erguido entre 1654 e 1658, informando, incorretamente, que foi tomado e arrasado por tropas francesas sob o comando do Marquês de Ferroles, governador da Guiana Francesa, em meados de 1697 (ver Forte do rio Bataboute) (op. cit., p. 24).
OLIVEIRA (1968) segue GARRIDO, mas complementa que, no seu local existia um aldeamento com o mesmo nome que, em 1758, Francisco Xavier de Mendonça Furtado elevou a vila com o nome de Esposende, a nordeste da atual Almeirim (op. cit., p. 744).